# Arievaldo Viana
Arievaldo Viana Lima (Madalena, 18 de setembro de 1967 - Fortaleza, 30 de maio de 2020) foi um poeta popular, cordelista, radialista, ilustrador e publicitário brasileiro. Irmão do também cordelista Klévisson Viana.

## Biografia
Bisneto do cordelista Fitico e filho do agricultor Evaldo,  em 1977, aos 10 anos de idade, começou a escrever seus primeiros poemas.
Em 1982, começou a trabalhar no Jornal de Canindé, logo depois, passou a colaborar com o Caderno de Domingo no jornal O Povo, de Fortaleza, no ano seguinte, publica seu primeiros folhetos de cordel.
Em 1986, lançou "Canindé – Cidade da Fé", uma história em quadrinhos com influências do cordel em parceria com o poeta Gonzaga Vieira. Ao lado do irmão, Klévisson Viana, colaborou com o fanzine "Tramela".
Em 1995, Klévisson Viana funda a editora Tupynanquim, onde passa a editar cordéis e quadrinhos, Klévisson publicou seu primeiro cordel A botija encantada ou o preguiçoso afortunado, escrito em parceria com Arievaldo, em menos de dois anos, ambos publicaram por volta de 30 folhetos em parceria.
Arievaldo também atou como ilustrador de cordéis da editora Luzeiro de São Paulo, produzindo capas para cordéis de novos autores como Marco Haurélio, Moreira de Acopiara e de clássicos  de Francisco Sales Arêda e João Melchíades Ferreira da Silva.
Em 2000, foi eleito membro da Academia Brasileira de Literatura de Cordel, na qual ocupa a cadeira de nº 40, patronímica de João Melchíades Ferreira da Silva.  No mesmo ano, lança o projeto  projeto Acorda Cordel na Sala de Aula, que utiliza a poesia popular na alfabetização de jovens e adultos, adotado pela Secretaria de Educação, Cultura e Desporto de Canindé, Ceará e diversos outros municípios brasileiros. Em 2005, a apostila do projeto se tornou um livro, além de folhetos, a edição trazia um CD com gravações de Geraldo Amâncio, Zé Maria de Fortaleza, Mestre Azulão e do próprio Arievaldo.
Seu cordel A moça que namorou com o bode, ganhou em 2003 uma versão em quadrinhos pelo seu irmão Klévisson, publicada pelas editoras Tupynanquim, Coqueiro e CLUQ, a adaptação ganhou o Troféu HQ Mix de 2004 como "melhor edição especial nacional".
Já percorreu 10 estados ministrando oficinas e realizando palestras sobre literatura de Cordel. Arievaldo tem alguns trabalhos escritos em parceria com outros poetas como Pedro Paulo Paulino, Jota Batista, Klévisson Viana, Gonzaga Vieira, Zé Maria de Fortaleza, Manoel Monteiro da Silva, Rouxinol do Rinaré e Marco Haurélio.
Atuou como consultor e redator de uma série de programas da TV Escola sobre cordel.
Em 30 de maio de 2020, Arievaldo Viana faleceu por meio de uma infecção bacteriana gerada na dentição. A última obra publicada por Arievaldo foi Sertão em Desencanto (2016), na qual conta a história de sua família.

## Obra
Já lançou mais de 100 folhetos de cordel e tem vários livros publicados: O Baú da Gaiatice, São Francisco de Canindé na Literatura de Cordel, "Acorda Cordel na Sala de Aula - 2a edição revista e ampliada", "Dona Baratinha e seu casório atrapalhado", "O bicho folharal" e Mala da Cobra - Almanaque Matuto. Em 2014, publicou uma biografia sobre o grande poeta popular Leandro Gomes de Barros. Em 2010, foi publicado o álbum de quadrinhos, "História do Navegador João de Calais e de Sua Amada Constança", roteirizado por ele e desenhado por Jô Oliveira.

## Livros publicados
- A mulher fofoqueira e o marido prevenido
- A vida de Gangão de rabo e seu defloramento
- As proezas de Broca da Silveira (com Pedro Paulo Paulino)
- Atrás do pobre anda um bicho
- Brasil - 500 anos de resistência popular
- Encontro com a consciência
- Encontro de FHC com Pedro Álvares Cabral
- galope para patativa e Castro Alves
- História completa do navegador João de Calais
- História da Rainha Ester
- Jerônimo e Paulina - o prêmio da bravura
- Luiz Gonzaga - o rei do baião
- O batizado do gato
- O casamento da raposa com o timbu
- O crime das três maçãs
- O divórcio da cachorra (com Klévisson Viana)
- O príncipe Natan e o cavalo mandingueiro
- Peleja da cachorra cantadeira com o macaco embolador (com Klévisson Viana)
- Peleja de Zé Limeira com Zé Ramalho da Paraíba
- Presepadas de Seu Lunga com um casal de caborés (com Klévisson Viana)
- Rodolfo e Leocádia - a força do sangue
- Romance da moça que namorou com um pai de chiqueiro
- Romance de Luzia Homem
- Um dia de eleição no país da bicharada
- Um pagode no inferno ou a nova loura do cão
- Melancia - Coco Verde - Editora CORAG RS
- 300 Onças - Editora CORAG RS
- A ambição de Macbeth ou a maldade feminina - Editora CORTEZ
- Padre Cícero, o santo do povo - Editora Demócrito Rocha
- Sertão em Desencanto
- A Peleja de Chapeuzinho Vermelho com o Lobo Mau, ilustrado por Jô Oliveira - Globo Livros
- O Coelho e o Jabuti, ilustrado por Jô Oliveira - Globo Livros
- João Bocó e o Ganso de Ouro, ilustrado por Jô Oliveira - Globo Livros
- O Romance do Pavão Misterioso de José Camelo de Melo Rezende e João Melchíades Ferreira da Silva, em parceria com Jô Oliveira - Imeph
- História do Navegador João de Calais e de Sua Amada Constançaa, álbum de quadrinhos, escrito por ele, com desenhos de Jô Oliveira - Editora FTD